# 拉氏翻車魨
拉氏翻車魨，又稱為南方翻車魨，是輻鰭魚綱魨形目四齒魨亞目翻車魨科的其中一種，為溫帶海水魚，分布於西南太平洋的澳洲、紐西蘭；東南太平洋智利及東南大西洋的南非等南半球海域，體長可達3公尺，棲息在在大洋區，以水母、浮游生物、藻類、樽海鞘等為食。